# Uzgörür, Bulanık
Uzgörür là một thị trấn thuộc huyện Bulanık, tỉnh Muş, Thổ Nhĩ Kỳ. Dân số thời điểm năm 2011 là 2.649 người.